# Franz Kielhorn

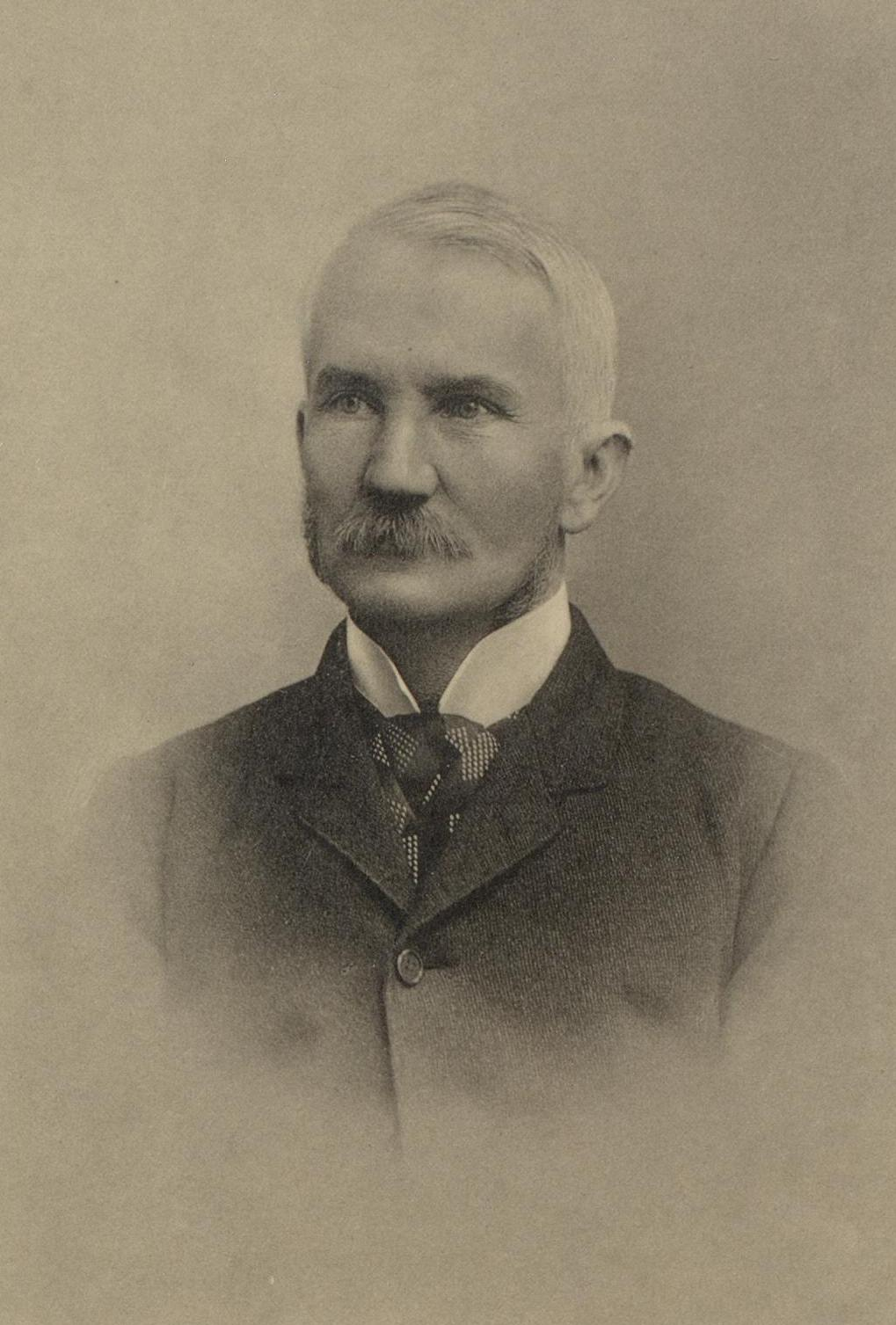
Franz Kielhorn

Franz Kielhorn (* 31. Mai 1840 in Osnabrück; † 19. März 1908 in Göttingen) war ein deutscher Indologe, der insbesondere auf den Gebieten der Sanskrit-Grammatik und der indischen Epigraphik forschte.

## Leben
Die Familie Kielhorn zog 1843 nach Bernburg, wo Franz Kielhorn das Herzogliche Carls-Gymnasium besuchte. Nach dem Abitur begann er im Wintersemester 1858/59 ein Studium der Philologie an der Georg-August-Universität Göttingen und schloss sich dort der Burschenschaft Hannovera an. Später setzte er seine Studien an den Universitäten von Breslau und Berlin fort und widmete sich dabei schwerpunktmäßig der Indologie; seine akademischen Lehrer waren unter anderem der Breslauer Indologe Adolf Friedrich Stenzler und dessen Berliner Kollege Albrecht Weber. Nach seiner Promotion war Kielhorn von 1862 bis 1865 in Oxford als Mitarbeiter am Wörterbuchprojekt des Sanskrit-English Dictionary von Sir Monier Monier-Williams (1819–1899) tätig.
Auf Vermittlung des Oxforder Sanskritisten Friedrich Max Müller ging Kielhorn 1866 nach Indien, wo er bis 1881 als Professor für orientalische Sprachen am Deccan College in Poona lehrte und zeitweise auch die Leitung des College innehatte. 1881 wurde er auf den Lehrstuhl für Indologie an der Universität Göttingen berufen, wo er bis zu seinem Tode blieb. 1882 wurde er dort in die Königliche Gesellschaft der Wissenschaften aufgenommen. Darüber hinaus war er seit 1874 korrespondierendes Mitglied der Bayerischen Akademie der Wissenschaften zu München, seit 1880 der Königlich Preußischen Akademie der Wissenschaften zu Berlin und seit 1907 der Österreichischen Akademie der Wissenschaften zu Wien.

## Werk
In der Tradition seines Lehrers Stenzler beschäftigte sich Kielhorn intensiv mit der Grammatik des Sanskrit und erweiterte seine Kenntnisse ab 1866 mithilfe führender indischer Gelehrter. Im Jahr 1870 veröffentlichte er eine Sanskrit-Grammatik in englischer Sprache, die, 1888 von Wilhelm Solf auch ins Deutsche übersetzt, bis heute grundlegend geblieben ist und in beiden Sprachen zahlreiche Neuauflagen erfahren hat.
Zusammen mit Georg Bühler begründete er während seiner Zeit in Indien die Schriftenreihe Bombay Sanskrit Series und setzte mit seinen dort publizierten kritischen Texteditionen und kommentierten Übersetzungen, etwa des Mahābhāşya oder des Paribhāşenduçekhara, grundlegende Maßstäbe für die systematische historisch-philologische Erforschung altindischer Sanskrit-Manuskripte und ihre chronologische Erschließung. Dabei konnte er teilweise auf der westlichen Forschung zuvor verschlossen gebliebene Bibliotheksbestände in Indien zurückgreifen. Nach Bühlers Tod 1898 übernahm er auch die Betreuung von dessen Encyclopedia of Indo-Aryan Research.
Nach seiner Rückkehr aus Indien widmete sich Kielhorn in Göttingen schwerpunktmäßig der Bearbeitung des umfassenden epigraphischen Materials, das er teilweise selbst gesammelt, teilweise zugesandt bekommen hatte. Seine Forschungsergebnisse veröffentlichte er zumeist in englischer Sprache, vor allem in den Reihen Epigraphia Indica und Indian Antiquary. Seine zahlreichen Einzelstudien zu insgesamt mehr als 250 Inschriften und ihren Datierungen lieferten dabei auch umfangreiches Material zu Fragen der indischen Metrik, Paläographie und Chronologie.
Zu Kielhorns Göttinger Schülern zählte Heinrich Lüders, der die epigraphischen Forschungen seines Lehrers fortführte.
Kielhorns zukunftsweisendes wissenschaftliches Verdienst besteht nach Paul Thieme in der „Zusammenarbeit historisch und philologisch geschulter westlicher und in der gelehrten Überlieferung ihrer heiligen Sprache tief verwurzelter indischer“ Gelehrsamkeit.

## Auszeichnungen
Im Jahr 1887 verlieh ihm die britische Königin Victoria, damals auch Kaiserin von Indien, in Anerkennung seiner Arbeiten in Indien die Auszeichnung eines „Companion of the Order of the Indian Empire“. Im Jahr 1897 erkannte ihm Kaiser Wilhelm II. den Titel „Geheimer Regierungsrat“ zu. Kielhorn war zudem Träger des preußischen Roten Adlerordens 4. Klasse. 1901 wurde ihm die Ehrendoktorwürde (Doctor of Laws; LL.D.) durch die Universität Glasgow, und 1902 die Ehrendoktorwürde (Doctor of Letters; D.Litt.) durch die Universität Oxford verliehen.

## Schriften (Auswahl)
Texteditionen
- Çāntanava’s Phitsūtra. Mit verschiedenen indischen Commentaren, Einleitung, Uebersetzung und Anmerkungen. Leipzig 1866 (Abhandlungen der Deutschen Morgenländischen Gesellschaft, Band IV).
- The Paribhāşenduçekhara of Nāgojibhatta. Zwei Bände, Bombay 1868/1874 (Bombay Sanskrit Series)
- The Vyākarana-mahābhāşya of Patanjali. Drei Bände, Bombay 1880–1885; zweite Auflage Bombay 1892–1909 (Bombay Sanskrit Series)

Monographien
- A Grammar of the Sanskrit language. Bombay 1870
  - deutsche Ausgabe: Grammatik der Sanskrit-Sprache. Aus dem Englischen übersetzt von Wilhelm Solf, Berlin 1888, sanskritweb.net (PDF; 8,5 MB). (zahlreiche Nachdrucke, zuletzt 2003.)
- Kātyāyana and Patañjali. Their relation to each other and to Pānini. Bombay 1876.
- Report on the search for Sanskrit manuscripts in the Bombay Presidency during the years 1880-81. Bombay 1881.

Kleine Schriften
- Wilhelm Rau (Hrsg.): Franz Kielhorn: Kleine Schriften. Zwei Bände, Wiesbaden 1969 (Glasenapp-Stiftung, Band 3).